# Christian Dalgas
Christian Dalgas, född den 7 maj 1862 i Aarhus, död den 9 november 1939, var en dansk skogsman, son till Enrico Mylius Dalgas.  
Dalgas blev student 1880 och tog forstexamen 1885. Samma år anställdes han som skovrider vid Hedeselskabet i Ringkøbing Amt, 1903 blev han ordförande för sällskapets budgetutskott och 1910 dess kommitterade. Som sådan var han mellanledet mellan sällskapets avdelningsledare och styrelsen, alla saker från dem förelades styrelsen med hans förklaringar; han övervakade, att anslagen inte överkreds; huvudkontoret i Viborg var låg under honom, och tillsammans med kontorschefen där förestod han redaktionen av sällskapets tidskrift. År 1928 blev han statens tillsyningsman vid de under Hedeselskabets medverkan upprättede fredsskogsplantager på Jylland.